# Pagurus criniticornis
Pagurus criniticornis är en kräftdjursart som först beskrevs av James Dwight Dana 1852.  Pagurus criniticornis ingår i släktet Pagurus och familjen eremitkräftor. Inga underarter finns listade i Catalogue of Life.